# Juri Alexandrowitsch Malyschew
Juri Alexandrowitsch Malyschew (russisch Юрий Александрович Малышев, wiss. Transliteration Jurij Aleksandrovič Malyšev; * 1. Februar 1947 in Chimki) ist ein ehemaliger sowjetischer Ruderer. Er war 1972 Olympiasieger im Einer.
Malyschew war Sohn eines Buchdruckers, er erlernte das Rudern auf dem Stausee von Chimki. Er begann beim Sportverein Majak, wechselte dann aber zu Wodnik Chimki; er trainierte bei Jewgeni Sirotinski. Nach einem vierten Platz im Einer bei den Ruder-Weltmeisterschaften 1970 gewann er 1971 seinen ersten sowjetischen Meistertitel und siegte auch bei der Spartakiade der Völker der UdSSR. Bei den Ruder-Europameisterschaften 1971 belegte er den fünften Platz.
1972 wiederholte er seinen Sieg bei den sowjetischen Meisterschaften. Bei den Olympischen Spielen 1972 in München gewann er im Vorlauf mit der schnellsten Zeit aller Vorläufe vor Wolfgang Güldenpfennig aus der DDR. Malyschew gewann auch das zweite Halbfinale, allerdings war der Sieger des ersten Halbfinales, der Welt- und Europameister Alberto Demiddi mehr als drei Sekunden schneller. Im Finale siegte Malyschew mit einer Sekunde Vorsprung vor Demiddi, Güldenpfennig erhielt die Bronzemedaille.